# Quatuors à cordes op. 54/55 de Joseph Haydn
Les Quatuors op. 54/55 sont un cycle de quatuors à corde de Joseph Haydn, écrits en 1788 et publiés en avril 1791 chez Sieber à Paris 1789. Associés à l'opus 64, ils sont connus globalement comme Quatuors Tost, du nom de Johann Tost, violoniste chez les Esterházy. 
Les quatuors de ce cycle correspondent au no 57 jusqu'au no 62 du catalogue Hoboken. 

## Quatuor en sol majeur op.54no1
Inscrit au catalogue Hob.III.58
1. Allegro con brio en sol majeur
2. Allegretto en ut majeur
3. Menuetto (allegretto)
4. Presto

## Quatuor en ut majeur op.54no2
Inscrit au catalogue Hob.III.57 
1. Vivace en ut majeur
2. Adagio en ut mineur
3. Menuetto (alegretto) en ut majeur avec un trio en ut mineur
4. Adagio - Presto - Adagio en ut majeur

## Quatuor en mi majeur op.54no3
Inscrit au catalogue Hob.III.59
1. Allegro en mi majeur
2. Adagio en la majeur
3. Menuetto (allegretto)
4. Presto

## Quatuor en la majeur op.55no1
Inscrit au catalogue Hob.III.60
1. Allegro en la majeur
2. Adagio cantabile en ré majeur
3. Menuetto
4. Vivace

## Quatuor en fa mineur op.55no2
Inscrit au catalogue Hob.III.61, surnommé Le Rasoir
1. Andante più tosto allegretto
2. Allegro en fa mineur
3. Menuetto (allegretto) en fa majeur
4. Presto en fa majeur

## Quatuor en si bémol majeur op.55no3
Inscrit au catalogue Hob.III.62
1. Vivace assai en si bémol majeur
2. Adagio ma non troppo en mi bémol majeur
3. Menuetto
4. Presto